# Jalen Blesa
Jalen Aleix Miller Blesa (Barcelona, 5 de febrero de 2001), conocido como Jalen Blesa, es un futbolista español que juega en la demarcación de delantero para el U Craiova 1948 Club Sportiv de la Liga I.

## Biografía
Nacido en Barcelona, se formó en la cantera del CF Badalona y PB Anguera, antes de formar parte del CD Masnou en la temporada 2019-20. 
El 11 de septiembre de 2020, firma por el Arlesey Town FC de la Spartan South Midlands League Premier Division, con el que disputa 29 partidos en los que anota 16 goles.
El 18 de enero de 2022, firma por el KF Istogu de la Liga e Parë kosovar.
El 15 de julio de 2022, firma por el KF Rahoveci de la Liga e Parë kosovar. con el que disputa 14 partidos en los que anota 10 goles y 2 asistencias.
El 10 de enero de 2023, firma por el Klubi Futbollistik Pristina de la Superliga de Kosovo.
El 13 de febrero de 2024, firma por el U Craiova 1948 Club Sportiv de la Liga I, por una cifra de 165.000 €.

## Clubes
| Club                        | País       | Año       |
| --------------------------- | ---------- | --------- |
| CD Masnou                   | España     | 2019-2020 |
| Arlesey Town FC             | Inglaterra | 2020-2022 |
| KF Istogu                   | Kosovo     | 2022      |
| KF Rahoveci                 | Kosovo     | 2022-2023 |
| Klubi Futbollistik Pristina | Kosovo     | 2023-2024 |
| U Craiova 1948 Club Sportiv | Rumania    | 2024-     |